# Kościół Najświętszego Serca Pana Jezusa w Opatówku
Kościół Najświętszego Serca Pana Jezusa i św. Doroty w Opatówku – rzymskokatolicki kościół parafialny znajdujący się w mieście Opatówek, w województwie wielkopolskim.

## Historia kościoła
Jest jedną z najbardziej charakterystycznych budowli miasta. Jego strzeliste wieże górują nad miasteczkiem i są widoczne z różnych stron w całej okolicy. Z dala wydają się wskazywać centralny punkt miejscowości. Jednak świątynia została zlokalizowana w średniowieczu poza rynkiem, co oznacza, że w przeszłości była bardziej związana z "castrum", czyli zamkiem należącym do arcybiskupów gnieźnieńskich niż z "oppidum", czyli miastem. Kolejne kościoły budowano w tym samym miejscu. Pierwszy kościół był prawdopodobnie drewniany. Nie zachowały się jednak żadne wzmianki o nim. Na jego miejscu ok. 1370 r. stanęła gotycka, murowana, jednonawowa świątynia ufundowana przez arcybiskupa Jarosława Bogorię Skotnickiego, która otrzymała wezwanie św. Doroty. Według niektórych źródeł (X.L.A. Historia Opatówka. "Dobry Pasterz" 1931 nr 25) kościół był zbudowany na planie krzyża, który stanowiły: nawa główna i dwie boczne kaplice – św. Michała i św. Anny. Od wschodu budowlę zamykała murowana apsyda, w której znajdowało się prezbiterium. Sklepienie nawy głównej było drewniane. Wejście do kościoła usytuowano po stronie zachodniej, a nad nim zbudowano niewielką wieżę. Według innych źródeł kaplicę św. Anny wzniesiono z ofiar wiernych w I ćwierci XVII w. i była ona osobno konsekrowana. W 1633 r. erygowano przy niej Bractwo św. Anny. Na początku XVIII w. w kościele znajdowały się 4 ołtarze; ołtarz główny był poświęcony Matce Boskiej Wniebowziętej. Jedynym zachowanym do dziś ołtarzem jest prawdopodobnie ołtarz Krzyża Świętego. Nie wiadomo, gdzie mieścił się tryptyk ufundowany ok. 1460 r. przedstawiający Matkę Boską z Dzieciątkiem, świętych Mateusza i Wojciecha na skrzydłach bocznych i scenę Zwiastowania Najświętszej Marii Panny na zewnętrznych stronach skrzydeł. Tryptyk ten, zwany "Tryptykiem z Opatówka" jest obecnie własnością Muzeum Narodowego w Warszawie i znajduje się na ekspozycji Sztuki Gotyckiej. W 2000 r. opatowianie mogli obejrzeć to niezwykle piękne sakralne dzieło sztuki na wystawie "Madonny Tysiąclecia" w Muzeum Historii Przemysłu w Opatówku. Nie zachował się żaden wizerunek gotyckiego kościoła. W murze dzielącym prezbiterium od kaplicy św. Anny znajduje się niewielkie gotyckie okienko, które jest prawdopodobnie pozostałością średniowiecznej świątyni.
Po przejęciu klucza dóbr opatóweckich przez gen. Józefa Zajączka nastąpiła przebudowa czternastowiecznego kościoła. Nowy kolator, którego wkrótce mianowano namiestnikiem Królestwa Polskiego, pragnął urządzić swoje dobra na miarę posiadanego urzędu. Projekt przebudowy kościoła zlecił jednemu z największych ówczesnych architektów – Chrystianowi Piotrowi  Aignerowi. Przebudowa kościoła prowadzona była w roku 1817. Kierował nią budowniczy Wojciech Lange, który później zajmował się budową obiektów fabrycznych w Opatówku. Inwestycja była dla właściciela dóbr sprawą dużej wagi, gdyż w celu zdobycia środków na przebudowę świątyni gen. Józef Zajączek, między innymi, sprzedał wiatrak na Tyńcu. W trakcie przebudowy otoczono dawny kościół kolumnadą, a nad wejściem ustawiono wieżę. W podziemiach kaplicy św. Anny właściciel kazał przygotować dla siebie kryptę grobową, w której w roku 1826 spoczęły jego szczątki.
Pod koniec XIX w. stan kościoła był zły, ponadto świątynia stawała się zbyt szczupła dla potrzeb parafii. Ówczesny proboszcz – ks. Paweł Patocki rozpoczął starania o jej rozbudowę. Jego następca ks. Adam Marczewski podjął intensywne działania w celu uzyskania pozwolenia na przebudowę oraz zdobycia wsparcia parafian. W 1905 r. rozpoczęła się przebudowa świątyni. Autorem projektu był znany na początku XX w. architekt Konstanty Wojciechowski. W 1910 r. zakończono najważniejsze prace. 26 czerwca 1912 r. odbyła się konsekracja kościoła z udziałem ks. biskupa Stanisława Zdzitowieckiego. Prawdopodobnie znaczny wpływ na wystrój wnętrza świątyni miał ks. dr Adam Marczewski – proboszcz parafii Opatówek, za czasów którego nastąpiła przebudowa kościoła. I to prawdopodobnie on wybrał nowe wezwanie dla kościoła – Najświętsze Serce Pana Jezusa, nawiązujące do znanej bazyliki Sacré-Coeur (Świątynia Serca), wzniesionej ok. 1875 r. w Paryżu na skutek wizji, jakich doświadczyła św. Małgorzata Maria Alacoque z Francji.

## Architektura
Kościół przebudowany w stylu neogotyckim posiada dwie strzeliste wieże od strony wschodniej. Prezbiterium zostało odwrócone na zachód, a nad nim znajduje się trzecia wieża charakterystyczna dla poprzedniego kościoła. Nawiązaniem do kolumnady z poprzedniej budowli są półkolumny otaczające zewnętrzne mury. Z prawej strony prezbiterium znajduje się kaplica św. Anny, z lewej – zakrystia, nad którą mieści się salka, która służyła dawniej jako salka katechetyczna.

## Wnętrze i wyposażenie
Wnętrze kościoła jest obszerne, trzynawowe. Drewniany, bogato zdobiony ołtarz w prezbiterium ma charakter neogotycki i został wykonany przez poznańskiego snycerza Nowakowskiego ok. 1912 r. Fundatorami ołtarza byli: Ferdynand Nietsche, właściciel fabryki sukna w Opatówku i jego żona Maria. Małżonkowie byli ewangelikami, a jednak wsparli budowę kościoła katolickiego w swojej miejscowości. W centralnej części ołtarza, przypominającego kształtem zabytkową gotycką monstrancję, nad tabernakulum, znajduje się postać Pana Jezusa z wizerunkiem Najświętszego Serca. Nad nim umieszczona jest figura Matki Boskiej. Po obu stronach Pana Jezusa znajdują się postaci patronów Polski: z lewej św. Stanisława z mieczem, z prawej św. Wojciecha z tekstem Bogurodzicy i pastorałem. W czasie uroczystości św. Doroty (6 lutego) postać Chrystusa jest zasłaniana obrazem św. Doroty, która była patronką poprzednich kościołów w Opatówku. Po obu stronach tabernakulum znajdują się płaskorzeźby: z lewej strony przedstawiająca ofiarę Melchizedeka, z prawej strony – ofiarę Abrahama. W październiku 1937 w prezbiterium powstała polichromia autorstwa Jerzego Wronowskiego, ucznia Józefa Mehoffera. Na błękitnym tle pojawiły się bogate, różnorodne elementy zdobnicze przedstawiające ognie ofiarne i elementy geometryczne. Z prezbiterium prowadzą drzwi do kaplicy św. Anny, nad którymi umieszczony jest obraz Matki Boskiej. Po przeciwnej stronie znajdują się drzwi do zakrystii, która prawdopodobnie była wcześniej kaplicą św. Michała. Nad drzwiami obok obrazu Pana Jezusa wisi "wieczna lampka", a obok w głównej nawie – obraz Św. Anny z małą Marią. W głównej nawie na pierwszym filarze po lewej stronie umieszczona jest ambona z płaskorzeźbami czterech ewangelistów: od lewej widoczny św. Mateusz z postacią anioła, następnie św. Marek z postacią lwa, św. Łukasz  z postacią wołu i św. Jan z wizerunkiem orła. Ambonę wieńczy baldachim, nad którym znajduje się figura Pana Jezusa jako Dobrego Pasterza. Według tradycji ambona została ufundowana także przez Ferdynanda Nietschego. Na drugim filarze znajduje się obraz św. Józefa, na trzecim – obraz św. Jana. Na ostatnim filarze zamocowano tablicę poświęconą budowniczemu kościoła ks. dr Adamowi Marczewskiemu, proboszczowi parafii Opatówek w latach 1903-31.
Naprzeciw ambony z prawej strony nawy głównej przy filarze stoi figura św. Jana Nepomucena, która wcześniej była ustawiona na wysokiej kolumnie przy ulicy św. Jana w Opatówku. Z drugiej strony filara umieszczony jest obraz Pana Jezusa "Jezu ufam Tobie". Na drugim filarze – obraz Świętej Rodziny, a na trzecim – Matka Boska Katyńska wyhaftowana przez panią Dorotę Ścigajłło. Kościół posiada dwa ołtarze w bocznych nawach – w prawej nawie ołtarz Matki Boskiej Częstochowskiej, po bokach którego znajdują się: obraz św. Teresy z krzyżem i bukietem kwiatów oraz obraz św. Stanisława Kostki – patrona młodzieży. W lewej bocznej nawie znajduje się rzeźba figury ukrzyżowanego Chrystusa, obok którego stoją figury dwóch mężczyzn w długich szatach: jeden z gałązką, drugi z laską. Nad figurami obraz św. Judy Tadeusza trzymającego wizerunek Chrystusa, za pomocą którego miał uzdrowić jednego z królów. W ołtarzu widoczne są liczne wota złożone świętemu w podziękowaniu za pomoc w sprawach beznadziejnych.
Ozdobą kościoła są liczne witraże. W górnej części nawy głównej i nad organami składają się z figur geometrycznych. Natomiast w nawach bocznych i na ścianie naprzeciw prezbiterium przedstawiają postaci 12 apostołów i innych świętych. Witraże zostały wykonane w pracowni S. G. Żeleńskiego w Krakowie prawdopodobnie wkrótce po zbudowaniu kościoła. W prawej nawie przy ołtarzu Matki Boskiej Częstochowskiej znajduje się witraż Świętej Rodziny ozdobiony elementami lilii. Na tej samej ścianie przedstawiono kolejno postaci apostołów: św. Piotra  z kluczem, św. Tomasza z kątownicą, św. Tadeusza z krzyżem, św. Andrzeja  z krzyżem w formie X, św. Bartłomieja  z nożem i skórą oraz św. Szymona z piłą. W ścianie wschodniej kościoła umieszczony jest witraż z wizerunkiem św. Barbary, która trzyma w ręku kielich z hostią oraz palmę męczeństwa. Po drugiej stronie drzwi wejściowych do kościoła znajduje się wizerunek św. Doroty z mieczem i palmą męczeństwa. Oba witraże są ozdobione ramami z dekoracjami kwiatowymi. W lewej nawie przy ołtarzu Chrystusa Ukrzyżowanego znajduje się witraż z wizerunkiem św. Anny  z małą Marią ozdobiony elementami lilii. W tle widoczne mury Jerozolimy. Kolejne witraże przedstawiają apostołów: św. Pawła z mieczem, św. Jakuba Młodszego ze zwojem rękopiśmiennym i laską podróżną, św. Jana z kielichem trucizny, św. Jakuba Starszego  z maczugą i zwojem rękopiśmiennym, św. Mateusza z księgą Ewangelii i św. Filipa z włócznią. Pod witrażami umieszczono nazwiska fundatorów. Na witrażach ufundowanych przez ks. Adama Marczewskiego widnieją herby Junosza i Łabędź.
W nawach bocznych znajdują się stacje Męki Pańskiej oraz dwa konfesjonały, z których jeden został ufundowany przez Bogdanowicza (prawdopodobnie dyrygenta orkiestry dętej fabrycznej). Przy wejściu do kościoła stoi gotycka kamienna kropielnica, pochodząca prawdopodobnie jeszcze z gotyckiego kościoła p. w. św. Doroty. Na chórze od 1929 roku grają organy z pracowni warszawskiego organmistrza Antoniego Adolfa Homana. Po generalnym remoncie zakończonym w 2003 r. odzyskały piękno i bogactwo tonów. Wnętrze kościoła nie jest przeładowane elementami wyposażenia i dekoracji. Panuje tu harmonijne piękno i prostota, dzięki którym wyeksponowane jest wszystko, co zdobi kościół, a więc przede wszystkim ołtarz główny i witraże. Jest to szczególnie widoczne po przeprowadzonych w ostatnich latach konserwacjach i usunięciu obcych, zbędnych elementów wystroju wnętrza. Niestety w 1991 r. zniknęła ozdobna mosiężna balustrada oddzielające prezbiterium od nawy głównej. Ustawiono wówczas ciężki marmurowy ołtarz i tym samym marmurem pokryto posadzkę prezbiterium. Ten fragment wnętrza jest obcy architekturze kościoła.